# Albert Heremans
Albert Louis Heremans (* 13. April 1906 in Merchtem; † 15. Dezember 1997) war ein belgischer Fußballspieler auf der Position eines Abwehrspielers. Er nahm an der Fußball-Weltmeisterschaft 1934 teil.

## Laufbahn

### Verein
Heremans verbrachte seine gesamte Spielerkarriere von 1924 bis 1942 beim Daring Club de Bruxelles Société Royale. Er gewann in dieser Zeit zwei belgische Meisterschaften und einmal den nationalen Pokal.

### Nationalmannschaft
Zwischen 1931 und 1934 bestritt Heremans sieben Spiele für die belgische Nationalmannschaft, in denen er ohne Torerfolg blieb.
Er stand im belgischen Aufgebot für die Fußball-Weltmeisterschaft 1934 in Italien. Das einzige Spiel der Belgier während des Turniers, die 2:5-Niederlage gegen Deutschland,  war zugleich sein letztes Länderspiel.

## Erfolge
- Belgischer Meister: 1936 und 1937
- Belgischer Pokalsieger: 1935